# شانه‌برگ بیابانی
شانه‌برگ بیابانی (نام علمی: Polyctenium fremontii) نام یک گونه از خانواده شب‌بویان است.